# Stazione di Ueno

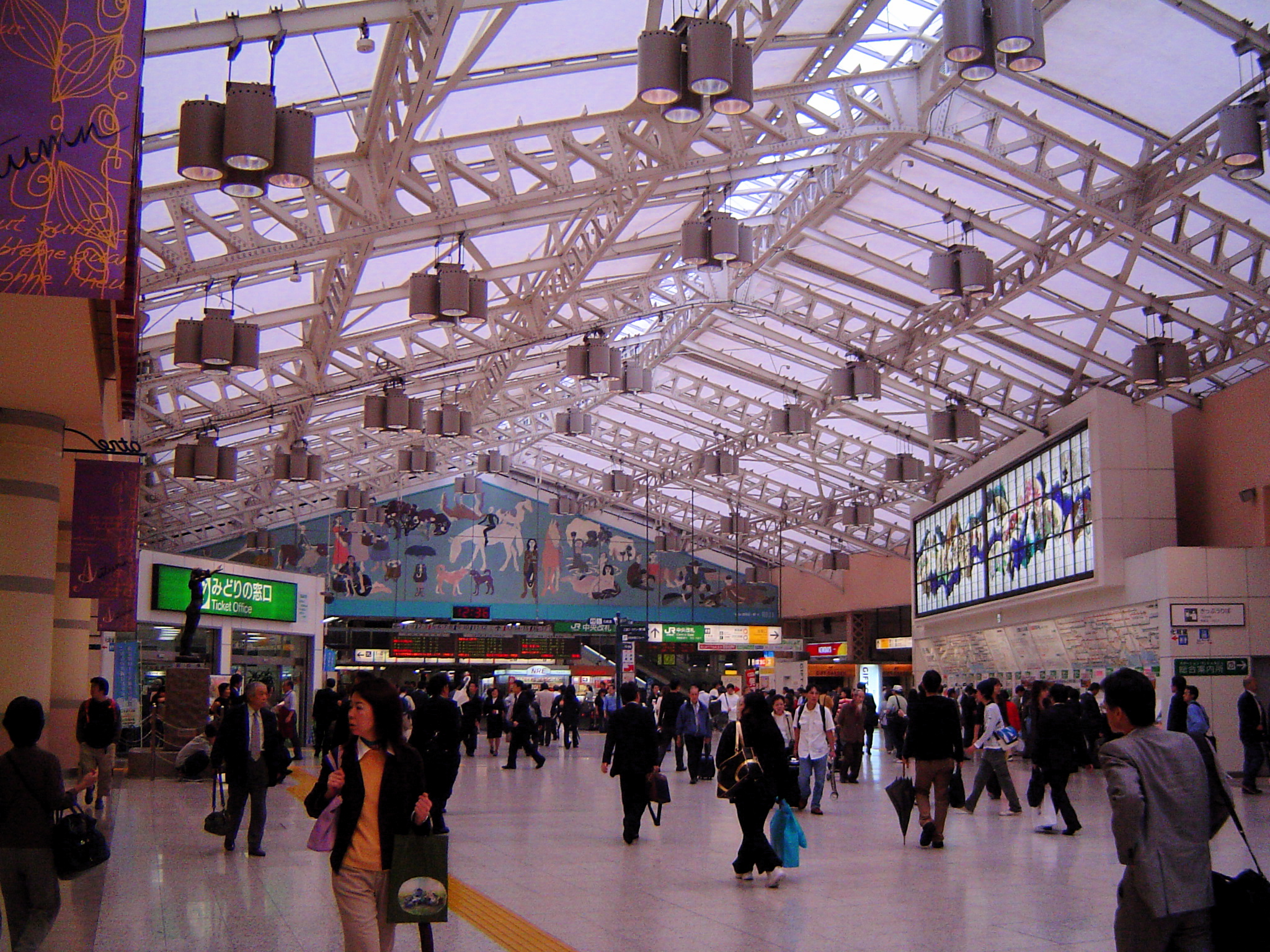
Sala principale della Stazione di Ueno

La stazione di Ueno (上野駅?, Ueno-eki) è una stazione ferroviaria di Tokyo, si trova a Ueno. La stazione è un punto di collegamento tra le linee ferroviarie interurbane e suburbane, le linee metropolitane e alcuni Shinkansen.

## Storia
La stazione aprì il 28 luglio 1883. Dopo la distruzione della prima stazione durante il grande terremoto del Kanto del 1923, il governo giapponese realizzò l'edificio attuale, e nel 1927 venne inaugurata la prima linea di metropolitana del Giappone, la linea Chiyoda, da qui alla stazione di Asakusa. A seguito della seconda guerra mondiale la zona attorno alla stazione è stata nota per essere un grande centro del mercato nero.

## Linee

### Ferroviarie
JR East
■ Tōhoku Shinkansen
■ Jōetsu Shinkansen
■ Hokuriku Shinkansen
■ Akita Shinkansen
■ Yamagata Shinkansen
 Linea Yamanote
 Linea Jōban
■ Linea principale Tōhoku, che include i seguenti servizi:
 Linea Takasaki
 Linea Utsunomiya
 Linea Keihin-Tōhoku

### Metropolitana
Tokyo Metro
 Linea Hibiya
 Linea Ginza

## Curiosità
La stazione di Ueno è il tradizionale punto di arrivo e partenza per i viaggi verso il nord del Giappone, e per questo è diventato luogo di ispirazione per poemi e canzoni, compreso un famoso tanka di Ishikawa Takuboku, al quale è dedicata una stele all'interno della stazione.